# Onitis feae
Onitis feae là một loài bọ cánh cứng trong họ Bọ hung (Scarabaeidae).